# ライトニング (照準ポッド)

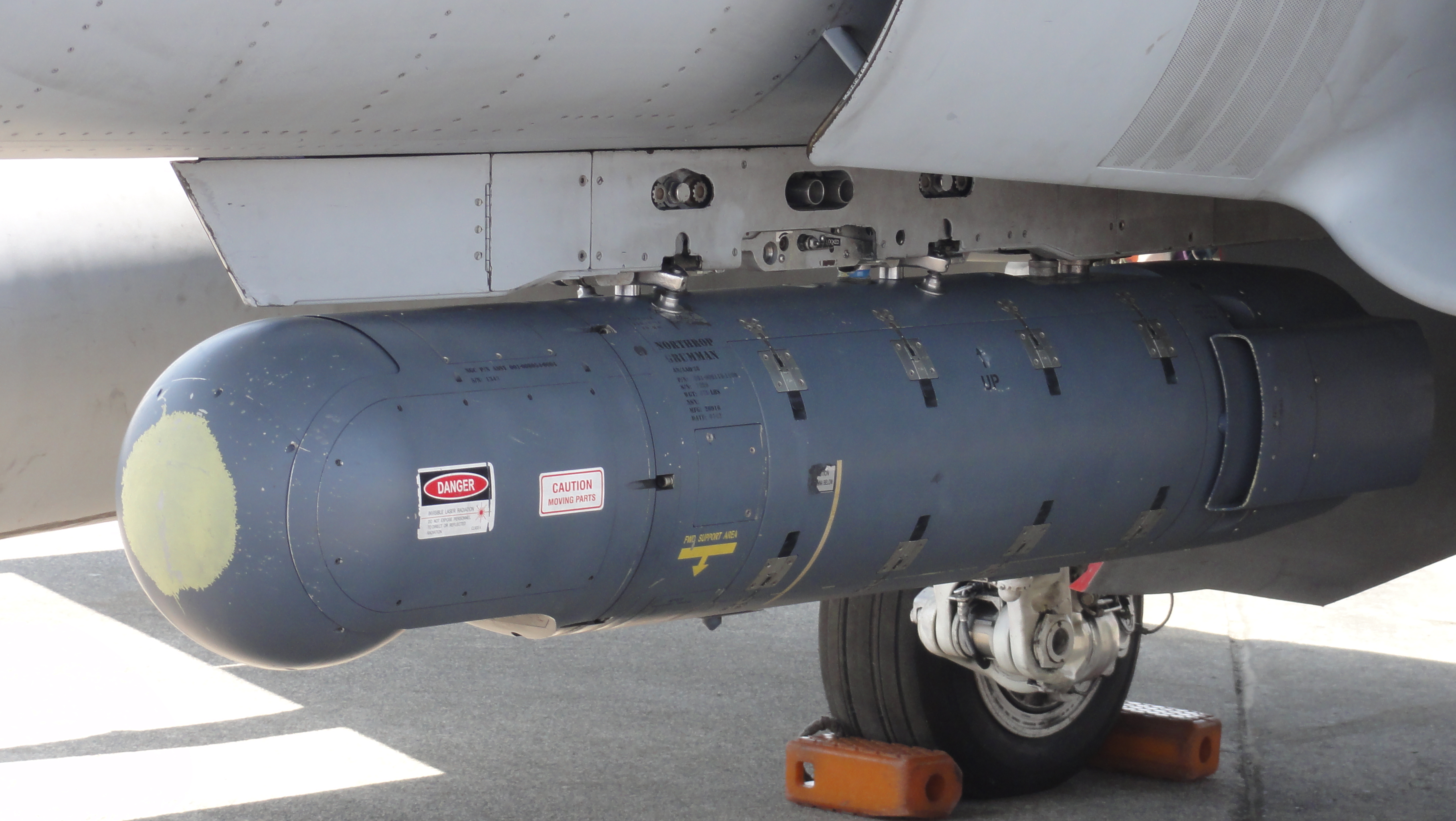
AN/AAQ-28 ライトニング

ライトニング（LITENING）は、イスラエルのラファエル社が設計・開発した照準ポッドである。アメリカ合衆国が制式化した型番はAN/AAQ-28。

## 概要
本機は、LANTIRN照準ポッドであるAN/AAQ-14の機能に、LANTIRN航法ポッドAN/AAQ-13の持つ機能の一部である赤外線前方監視機能（FLIR）を用いてコックピットのHUDに赤外線映像を重ねあわせ夜間飛行を支援する能力を付加した照準ポッドである。ただしAN/AAQ-13の地形追従レーダー機能はないため、地形追従レーダーと自動操縦による低空飛行などの機能は実装されていない。レーザー誘導爆弾の運用には本ポッドのみで十分であるが、LANTIRNと同一の機能・性能を必要するミッションでは、本ポッドに加えAN/AAQ-13を装備する。本ポッドは左後方に弧状の冷却空気用吸気口を持つ。
機能としては、レーザー目標指示装置を備え、レーザー誘導兵器の運用が可能である。また、GPS座標を定める事もでき、GPS誘導兵器の運用も可能となっている。他にも、赤外線前方監視機能（FLIR）、狭視野・広視野用の2つのCCDテレビセンサー、レーザー測距装置などによりパッシブ式の空対空探知・追尾機能およびレーザースポット追跡機能を備えている。また、ROVERデータリンクの搭載により、地上部隊に映像や画像の送信が可能となっている。2024年には高度戦術データリンク（ATDL）も統合されている。
モジュール性、最適なハードウェアパーティショニング、診断機能により、真の2レベルメンテナンスが可能になり、中間レベルのサポートが不要であり、自動組み込みテスト機能により、列線交換ユニット（LRU）を20分以内に交換し、ポッドをフルミッション可能状態に戻すことができ整備性に優れる。
当初は、FLIR装置として、イスラエルのF-15IおよびF-16C/D向けに開発したものであったが、1995年以降はポッドの更なる発展と国際マーケティング活動のためノースロップ・グラマンと連帯し、輸出にも成功している。
現在は、LANTIRNのAN/AAQ-14の代替品あるいは後継機種として世界各国で広く運用されている。

## 型式

### ライトニング I
FLIRの解像度は"320×256"ピクセル。1990年後半に就役を開始した。

### ライトニング II
アメリカ空軍のARCの援助を受け解像度が"640×480"ピクセルの3世代FLIR(波長3-5μ)、レーザーマーカー、ソフトウェアアップグレードなどの改良を行ったもの。

### ライトニング III
イギリスのウルトラエレクトロニクスが生産している改良型。640×480デジタル検出器アレイを備えた3世代FLIRに換装している。ターゲットマーカーの装備で目標の指定して、昼夜を問わず地上との調整を改善出来るようになったほか、訓練モードと戦時モードに対応した二波長ダイオード励起レーザーも搭載された。電子的な画像安定化システム搭載しており、長距離から取得した目標のより鮮明な画像を提供する。また独自の仕様として偵察任務用の静止画像キャプチャ機能を有し、ウルトラビデオデータリンク機能が備えられている。主に欧州の戦闘機（タイフーンやトーネード、グリペン）などに使用される。

### ライトニング ER
FLIRの解像度を"640×512"ピクセルのものに変更し目標の探知範囲を拡大、CCDテレビカメラの装備、レーザースポット追跡・測量装置、レーザーマーカーの装備を行った。2001年より運用開始。

### ライトニング AT
画像処理を強化し、CCDテレビカメラは"1004×1004"ピクセルのものに変更した。またGPS誘導を用いた兵器との互換性が確保された。2003年より運用開始。
2003年には新しいプラグ・アンド・プレイIデータリンクが導入された。これは第3世代のターゲティングポッドに組み込まれる最初のデータリンクであった。このシステムは独自のオープンアーキテクチャ設計により、顧客のニーズに素早く手頃な価格で対応とされており、任意の標準データリンクおよびビデオ/データレコーダを利用して、友軍の地上および航空機にデータの伝送が可能である。このプラグアンドプレイ技術により、ポッドとデータリンク機能を航空機の改造を必要とせずに特定のミッションに適合させることが可能となる。
2008年には新しいプラグ・アンド・プレイIIデータリンクが導入された。この先進的なプラグ・アンド・プレイIIデータリンクにより、最先端のデジタルデータ記録および航空機の改造を必要とせずにUHFでの安全な双方向通信を組み込むオプションが提供される。データリンクはカスタマイズするための多くの選択肢が用意されており、ユーザーが選択したUHF無線を追加することで、データと画像の通信を可能にする機能が提供される。これらの機能とオプションはすべて、ユーザーがデータリンクの設定をミッションに合わせて調整することが可能である。

### ライトニング G4
ライトニング ATの改良型。搭載機材を全てデジタル化している。CCDを1K、FLIRを"1024×1024"ピクセルのものに換装し、昼/夜の目標の識別・認識精度や範囲が向上した。目標への探知性能を高めるため前方に新たにセンサーを追加したほか、新しい双方向データリンクやその他のネットワーキング機能により、地上と航空機の間の通信機能が改善されている。2008年以降にアメリカ軍に納入されている。
2008年7月にはライトニング ATと同様のプラグ・アンド・プレイIIデータリンクの導入が発表された。

### ライトニング SE
先進照準ポッド強化計画（ATP-SE：Advanced Targeting Pod – Sensor Enhancement）により開発された型式。ポッド内にプラグアンドプレイIII対応デジタル双方向データリンクLRUを装備している。地上と空中目標両方の赤外線・可視画像を作り出すことができるようになり、ナビゲーション機能が向上したほか目標識別数が増加した。また、画像のスタンドオフレンジが可能となった。2012年に全規模生産が開始された。

### ライトニング 5
2015年のパリ航空ショーで発表された最新型。空対空目標の識別機能を追加し、1.2K × 1.2Kの中波長、短波長赤外線センサ、1.2K×1.6Kの可視光センサー、高度な画像処理とデジタルビデオ出力を含む大口径カラーCCDカメラを装備するなどセンサーが強化されている。これにより完全な全天候運用能力を獲得した。またターゲティングポッドだけでなく、諜報、監視、偵察システムとしても機能し情報共有のためのデータリンクも装備される。さらに2019年には合成開口機能が追加されている。

### Large Aperture
2024年に契約が締結された電気光学/赤外線感知および処理機能を強化したアップグレード型。

## RECCELITE
ライトニングをベースとした偵察ポッド。レーザー目標指示器を下ろし、代わりに0.7°の視野を有する赤外線画像方式の3世代FLIRを搭載している。もともと搭載されているFLIR自体も画像識別ユニットに換装されている。また、INSにより、撮影した画像に座標データを書き込むことも可能である。新たに搭載したデジタルフライトレコーダーには最大2.5時間分の撮影データを録画することができ、データリンクにより、ほぼリアルタイムに撮影データの伝送が可能である。部品の70%を共有しているため、ライトニングからの改修も可能である。外見上の識別点は、胴体下部に設けられた出っ張りである。
またライトニングG5をベースとしのNIR、SWIR、MWIRとカラーセンサーを装備して解像度を向上させたRECCELITE XRが2015年に発表された。XRではタレットに垂直走査のための赤、緑、青、NIR、MWIRセンサーを使用したマルチスペクトルセンサーパッケージが組み込まれ、独立した持続的な広域スキャンのための大きな共通開口部がMWIRおよびSWIRセンサーに設けられている。また独立した広帯域（Kuバンド）と近接航空支援（Cバンド）のデジタル通信チャンネル、フルモーションビデオ、自動リアルタイム処理を用いた地上活用システムを備える。ベースとなったG5同様に2019年に合成開口機能が追加されている。

## 将来
ラファエルでは、F-35に搭載されるEOTSであるAN/AAQ-40の代替として、ライトニングG4をベースにしたものの開発を検討している。
ポッドの空きスペースには電子戦や通信機器、IRSTなどの追加が可能とされており、2019年に実際にエルタシステムズの子会社と提携してフェイズドアレイアンテナをポッドのアビオニクスベイへの扉に取り付けを合成開口機能が追加したものを展示している。

## 運用国
アメリカ合衆国
- アメリカ空軍
  - A-10C
  - B-52H
  - F-15E
  - F-16
- アメリカ海兵隊
  - AV-8B+ ハリアーII プラス
  - F/A-18
- アメリカ海軍
  - F/A-18[22][23]
  - EA-6B

 イスラエル
- イスラエル空軍(ラファエル ライトニングIII)
  - F-15I(ラファエル ライトニングIII)
  - F-16I(ラファエル ライトニングIII)

 イギリス
- イギリス空軍
  - トーネード GR4
  - ユーロファイター タイフーン

 イタリア
- イタリア空軍
  - AMX
  - トーネード
- イタリア海軍(ラファエル ライトニングIII)
  - AV-8B+ ハリアーII プラス

 インドネシア
- インドネシア空軍
  - F-16

 インド
- インド空軍
  - Su-30MKI(ラファエル ライトニングIII)
  - テジャス(ラファエル ライトニングIII)
  - SEPECAT ジャギュア
  - ミラージュ2000
  - MiG-29K

 エジプト
- エジプト空軍
  - F-16

 オーストラリア
- オーストラリア空軍
  - F/A-18A/B(ノースロップグラマン AN/AAQ-28(V)5 ライトニングAT ブロック1)
  - C-130J[24]

 オランダ
- オランダ空軍
  - F-16(ノースロップグラマン AN/AAQ-28(V)6 ライトニングAT ブロック2)

 カザフスタン
- カザフスタン防空軍
  - Su-27UBM2(ラファエル ライトニングIII)

 ギリシャ
- ギリシャ空軍
  - F-4E AUP(ラファエル ライトニングIII)

 コロンビア
- コロンビア空軍
  - クフィル C10/C12(ラファエル ライトニングIII)

 シンガポール
- シンガポール空軍
  - F-16

 スウェーデン
- スウェーデン空軍
  - JAS 39C/D(ラファエル/ツァイスオプトロニクス ライトニングIII)

 スペイン
- スペイン空軍/スペイン海軍
  - AV-8B+ ハリアーII プラス
  - EF-18 ホーネット
  - ユーロファイター タイフーン

 タイ
- タイ空軍
  - グリペン[25]

 チェコ
- チェコ空軍
  - JAS 39(ラファエル/ツァイスオプトロニクス ライトニングIII)
  - L-159

 チリ
- チリ空軍
  - F-16(ラファエル ライトニングIII)

 デンマーク
- デンマーク空軍
  - F-16(ノースロップグラマン AN/AAQ-28(V)8 ライトニングG4[26])

 トルコ
- トルコ空軍
  - F-4E 2020 ターミネーター

 ドイツ
- ドイツ空軍
  - トーネード IDS(ラファエル/ツァイスオプトロニクス ライトニング、後にライトニングIIIにアップグレード)
  - ユーロファイター タイフーン(ラファエル/ツァイスオプトロニクス ライトニングIII)

 ハンガリー
- ハンガリー空軍
  - JAS 39(ラファエル/ツァイスオプトロニクス ライトニングIII)

 フィンランド
- フィンランド空軍
  - F/A-18(ノースロップグラマン AN/AAQ-28(V)5 ライトニングAT ブロック2)

 ブラジル
- ブラジル空軍
  - AMX(ラファエル ライトニングIII)
  - F-5M

 ベネズエラ
- ベネズエラ空軍
  - F-16

 南アフリカ共和国
- 南アフリカ空軍
  - JAS 39C/D(ラファエル/ツァイスオプトロニクス ライトニングIII)

 ポルトガル
- ポルトガル空軍
  - F-16((ノースロップグラマン AN/AAQ-28(V) ライトニングAT ブロック2、後にライトニングG4へアップグレード[27])

 ルーマニア
- ルーマニア空軍
  - MiG-21 ランサー

## 仕様
出典
- 設計開発：ラファエル/ノースロップ・グラマン
- 全長：2.20m
- 直径：0.406m
- 重量：200kg
- 配備：2000年2月
- 単価：140万ドル